# Janvier 1961
Cette page présente les faits marquants du mois de janvier 1961.

## Événements
- Après avoir mis en place un nouveau cabinet, Modibo Keïta se fait réinvestir à l’unanimité des votants par l’Assemblée nationale du Mali. En mars, à Ségou, il lance un appel à l’austérité et en octobre, il décide la mise en route du premier plan quinquennal malien.
- Modibo Keïta demande l’évacuation rapide de toutes les bases françaises du Mali (2200 hommes, qui assurent la surveillance de la frontière avec l’Algérie).
- Constitution de l'OPEP[1].

- 3 janvier : 
  - Gouvernement Houphouët-Boigny en Côte d'Ivoire.
  - Rupture des relations diplomatiques entre les États-Unis et Cuba à la suite de l’expulsion de diplomates américains en poste à la Havane. Eisenhower transmet le dossier à Kennedy, qui donne le feu vert à l’invasion, à condition qu’aucune force nord-américaine ne soit impliquée.

- 3 - 6 janvier : charte africaine de Casablanca signée par des représentants du Ghana, de la Guinée, du Mali, du Maroc, de la RAU et du GPRA. Elle définit des objectifs supranationaux, dont la création d’un marché commun africain et d’une citoyenneté africaine unique. Elle apporte son soutien aux territoires en lutte pour l’indépendance.

- 6 janvier : le « groupe de Casablanca » se prononce en faveur du gouvernement de Patrice Lumumba au Congo-Kinshasa.

- 8 janvier : lors du référendum sur l'autodétermination, la politique algérienne de de Gaulle est approuvée par 75,25 % des suffrages exprimés en métropole et 69,09 % en Algérie.

- 14 janvier : création de la Politique agricole commune (PAC), et du Fonds européen d'orientation et de garantie agricole (FEOGA).

- 17 janvier : 
  - assassinat de Patrice Lumumba, premier ministre du Congo-Kinshasa. Un de ses partisans, Antoine Gizenga, vice-premier ministre du gouvernement continue le gouvernement à Kisangani (Stanleyville).
  - Discours de Dwight Eisenhower sur le complexe militaro-industriel[2].

- 19 janvier : manifeste de onze organisations politiques et syndicales demandant une négociation entre le gouvernement français et le GPRA.

- 20 janvier : début de la présidence démocrate de John Fitzgerald Kennedy[3] aux États-Unis (fin en 1963).
  - L’administration Kennedy, élue sur le thème de la « Nouvelle Frontière », est composée d’une équipe jeune et dynamique qui se propose de lancer une grande entreprise libérale : expansion économique, stratégie militaire nouvelle (représailles flexibles), lutte contre les inégalités sociales et raciales.

- 21 janvier [4]: accord franco-espagnol entrainant une immigration espagnole en France.

- 22 janvier : détournement du paquebot Santa Maria par le capitaine Henrique Galvão pour attirer l'attention sur le régime de l'Estado Novo au Portugal.

- 28 janvier :  au Cambodge, Penn Nouth est nommé Premier ministre.

- 30 janvier : premier discours de Kennedy sur l'état de l'Union[5].

- 31 janvier : Jânio da Silva Quadros, (UDN), Président de la République au Brésil. Il doit affronter une situation économique délicate.

## Naissances
- 1er janvier : Aziz Akhannouch, homme politique marocain.
- 5 janvier : Frédéric Taddeï, journaliste, animateur de télévision et de radio français.
- 17 janvier : Alex Ramos, boxeur américain.
- 18 janvier : Mark Messier, joueur de hockey.
- 20 janvier : 
  - Vincent Jordy, évêque catholique français, évêque auxiliaire de Strasbourg.
  - Maqsuda Vorisova, femme politique ouzbèke.
- 25 janvier : Tim Dorsey, écrivain américain († 26 novembre 2023).
- 26 janvier : Wayne Gretzky, joueur de hockey professionnel.
- 27 janvier : Tony Clement, ancien homme politique ontarien.
- 30 janvier : Dexter King, acteur américain († 22 janvier 2024).
- 31 janvier : Fatou Bensouda, avocate gambienne, ministre de la justice, procureure à la CPI.

## Décès
- 4 janvier : Erwin Schrödinger, prix Nobel de physique en 1933 (° 12 août 1887).
- 5 janvier : Marília Chaves Peixoto, mathématicienne et ingénieure brésilienne (° 24 février 1921).
- 10 janvier : Dashiell Hammett, écrivain américain.
- 12 janvier : Albert Carnoy, homme politique belge (° 7 novembre 1878).
- 13 janvier : Lem Winchester, vibraphoniste de jazz américain (° 19 janvier 1928).
- 17 janvier : Patrice Lumumba, homme politique congolais (° 1925).
- 21 janvier : Blaise Cendrars, écrivain français (° 1887).
- 30 janvier : Maud Stevens Wagner, artiste de cirque américaine (° février 1877).